# 艾伯塔鎮區 (北達科他州迪基縣)
艾伯塔鎮區（英語：Albertha Township）是位於美國北達科他州迪基縣的一個鎮區。

## 地方資料
艾伯塔鎮區的面積為93.20平方千米，當中陸地面積為87.19平方千米，而水域面積為6.01平方千米。根據2020年美國人口普查的數據，當地共有人口13人，而人口密度為每平方千米0.14人。